# Dasypogon anemetus
Dasypogon anemetus är en tvåvingeart som beskrevs av Walker 1849. Dasypogon anemetus ingår i släktet Dasypogon och familjen rovflugor. Inga underarter finns listade i Catalogue of Life.